# Огарков Михайло Андрійович
Михайло Андрійович Огарков (14 жовтня 1907, село Гашковська Онезького повіту Архангельської губернії, тепер  Архангельської області, Російська Федерація — 3 січня 1996, місто Архангельськ, Російська Федерація) — радянський діяч, голова виконавчого комітету Архангельської обласної ради депутатів трудящих. Депутат Верховної Ради СРСР 1-го скликання (1941—1946).

## Біографія
Народився в селянській родині.
У 1924—1929 роках — діловод, секретар, голова виконавчого комітету Савінської сільської ради, секретар виконавчого комітету Плесецької волосного ради Архангельської губернії.
Член ВКП(б) з 1929 року.
З 1929 року — секретар виконавчого комітету Плесецької районної ради Північного краю, заступник голови виконавчого комітету Коноської районної ради Північного краю, голова виконавчого комітету Устьянської районної ради Архангельської області.
У 1934—1935 роках — слухач Вищих курсів радянського будівництва при Президії ВЦВК у Москві.
22 квітня — червень 1939 року — в.о. голови виконавчого комітету Архангельської обласної ради. У червні 1939 — 6 жовтня 1942 року — голова виконавчого комітету Архангельської обласної ради депутатів трудящих.
У жовтні 1942 — березні 1944 року — 1-й секретар Красноборського районного комітету ВКП(б) Архангельської області.
18 березня 1944 — 26 серпня 1947 року — 1-й секретар Котласького районного комітету ВКП(б) Архангельської області.
З вересня 1947 по 1950 рік — слухач Вищої партійної школи при ЦК ВКП (б).
У 1950—1960 роках — секретар Архангельського обласного комітету ВКП(б), завідувач сільськогосподарського відділу Архангельського обласного комітету КПРС.
У 1960—1968 роках — голова Архангельської обласної ради профспілок.
З 1968 року — на пенсії в місті Архангельську.
Похований в Архангельську на цвинтарі «Південна Маймакса».

## Нагороди
- орден Трудового Червоного Прапора (1966)
- орден Червоної Зірки (29.07.1945)
- медаль «За трудову доблесть»
- медалі